# Giuseppe Guarneri del Gesù
Bartolomeo Giuseppe Antonio Guarneri, detto del Gesù (Cremona, 21 agosto 1698 – Cremona, 17 ottobre 1744), è stato un liutaio italiano, considerato uno dei più illustri.

## Biografia

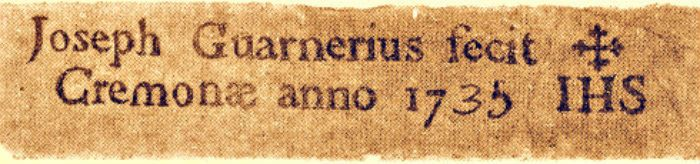
Etichetta Guarneri del Gesù.

Bartolomeo Giuseppe Antonio Guarneri nacque a Cremona nel 1698, figlio del grande liutaio Giuseppe Giovanni Battista Guarneri e fratello minore di Pietro Guarneri (1695). L'aggiunta del soprannome del Gesù fu adottata per l'abitudine di firmare i suoi strumenti, all'interno della cassa armonica, con la sigla IHS.
Della sua infanzia non si hanno testimonianze o documentazioni, dunque è giocoforza supporre che abbia avuto una formazione, assieme al fratello, dal padre al mestiere di liutaio, partecipando marginalmente alla vita di bottega.
Il primo evento di rilievo, nella vita di Bartolomeo Giuseppe, si ha nel 1711 quando il fratello Pietro, da Cremona, si trasferisce a Venezia per continuare autonomamente il mestiere di liutaio non aprendo bottega alcuna e lavorando in casa.
Bartolomeo Giuseppe rimase col padre, continuando la produzione di violini. Tuttavia, in questa fase della propria vita, il lavoro di Bartolomeo Giuseppe subisce una prima evoluzione nella collaborazione col padre, ed i suoi strumenti vanno ad assumere sempre più tratti tipici dello stile stradivariano (ravvisabile nelle bombature più piatte e meno appuntite, nelle curve a CC più profonde alla base e nelle buche ad f che assumono più forza). Degli strumenti di questo periodo sono rimasti solo pochi esemplari e portano l’etichetta “Joseph filius Andreæ”.
Dal 1722 si ha il secondo (grande) buco nero nella vicenda biografica di Bartolomeo Giuseppe Guarneri. Infatti, di esso non si hanno più notizie sino al 1731, anno in cui ricompare a Cremona sposato con Caterina Rota, arrivando ad operare in proprio, autonomamente dalla bottega paterna.
Al suo ritorno a Cremona, qualcosa è cambiato nel suo stile di fabbricazione di strumenti. Quelle che erano le elegantissime linee stradivariane, vengono assimilate e ridefinite dall’evidente influenza dello stile di Gasparo da Salò (e più generalmente della scuola bresciana), portando così al raggiungimento di uno stile unico nel suo genere, combinazione e risultante di due differenti tradizioni liuteristiche fra loro antitetiche.
Le prime sperimentazioni di questo nuovo originale stile nella fabbricazione di Del Gesù sono infatti ravvisabili in creazioni quali: il “Pugnani” del 1734 (violino appartenuto a Gaetano Pugnani, maestro di Giovanni Battista Viotti) oppure nel “violon du diable” del 1734 (appartenuto ad Arthur Saint-Léon).
Infine un’ultima (e definitiva) evoluzione nello stile di “del Gesù” è ravvisabile nei Violini successivi al 1736. Questi risultano essere strumenti molto singolari nelle forme; dalle f asimmetriche alle tavole estremamente spesse, sembrano violini poco curati (quasi rozzi) e costruiti in tutta fretta; eppure è a questo periodo che appartengono le sue più grandi ed importanti creazioni quali il cannone di Paganini. Volendo fare degli esempi, ricordiamo: il “cannone” del 1742, il “carrodus” del 1743 (gemello del cannone), il “Cariplo-hennel-rose” del 1743 e l’"Ole Bull" del 1744.

Una caratteristica che ha contribuito a forgiare il suono cupo e tenebroso dei Violini del Guarneri del Gesù è dovuto anche (oltre allo spessore delle tavole, quasi innaturale secondo la liuteria moderna) alla sua limitata disponibilità circa la qualità dei legni di cui avvalersi per le sue creazioni. Ciò è confermato anche dalla gemellanza che lega i violini “carrodus” e “cannone” realizzati con il legno del medesimo albero ed ironicamente appartenuti entrambi a Paganini.
I suoi violini, a differenza di quelli prodotti da Antonio Stradivari, hanno un suono armonico e potente, non a caso cannone era il soprannome dato dal virtuoso violinista Niccolò Paganini al Guarneri che usò quale strumento personale, determinando la rivalutazione di un liutaio fino ad allora ritenuto secondario.
Alcuni fra i maggiori violinisti contemporanei, come Sarah Chang, Uto Ughi, Pinchas Zukerman, Itzhak Perlman, Thomas Christian, Anne Akiko Meyers, Giovanni Andrea Zanon e Lisa Batiashvili suonano un Guarneri del Gesù nei loro concerti.

## Valore attuale dei Guarneri
Alla mostra di Cremona del 2006 è stato esposto un violino Guarneri del Gesù al tempo considerato il più costoso violino del mondo e stimato circa 5 milioni di euro. Nel febbraio 2008 presso la nota casa d'aste Sotheby's a Londra l'avvocato ed imprenditore russo Maxim Viktorov si è aggiudicato un violino Guarneri del Gesù per 3,9 milioni di dollari. Nel luglio 2010 la casa d'aste Bein & Fushi, specializzata in vendite di strumenti musicali pregiati, ha messo in vendita il violino "Vieuxtemps" del Guarneri alla cifra record di 18 milioni di dollari, stabilendo così la cifra più alta mai pagata per un violino.

## Nella cultura di massa
- Il romanzo di Andrea Camilleri La voce del violino ruota attorno al furto di un Guarneri.
- Il romanzo Il diner nel deserto dello scrittore statunitense James Anderson riporta una sottrazione di un violoncello del Guarneri.[2]
- In un episodio del serial televisivo Northern Exposure il soggetto principale è un Guarneri del Gesù acquistato per puro investimento finanziario da uno scaltro affarista. Il violinista ingaggiato per provarne l'autenticità se ne innamora tanto da diventarne pazzo e attentare alla vita dell'acquirente pur di far suo lo strumento.
- Nel romanzo "L'orchestra rubata di Hitler" di Silvia Montemurro, un violino Guarneri del Gesù è il filo conduttore della trama.[3]

## Intitolazione onoraria
Un asteroide è stato nominato 19185 Guarneri. Fu scoperto il 4 ottobre 1991 da Freimut Börngen a Tautenburg e assunse ufficialmente il nuovo nome in onore del liutaio cremonese il 9 maggio 2001.